# Meixi Shuiku
Meixi Shuiku (kinesiska: 梅西水库) är en reservoar i Kina. Den ligger i provinsen Guangdong, i den södra delen av landet, omkring 300 kilometer nordost om provinshuvudstaden Guangzhou. Meixi Shuiku ligger 172 meter över havet. Arean är 1,4 kvadratkilometer. I omgivningarna runt Meixi Shuiku växer huvudsakligen savannskog. Den sträcker sig 3,9 kilometer i nord-sydlig riktning, och 2,4 kilometer i öst-västlig riktning.
Genomsnittlig årsnederbörd är 2 022 millimeter. Den regnigaste månaden är maj, med i genomsnitt 408 mm nederbörd, och den torraste är oktober, med 19 mm nederbörd.